# Ídolos (5.ª temporada)
A quinta temporada  do programa de televisão brasileiro Ídolos (terceira a ser exibida pela Record) teve sua estreia no dia 10 de junho de 2010. Os jurados da temporada anterior, Luiz Calainho, Marco Camargo e Paula Lima, permaneceram na bancada. Esta edição alterou a faixa etária de inscrição: desta vez, candidatos entre 16 e 28 anos poderiam participar, enquanto nas edições anteriores da Record a faixa era entre 18 e 26 anos. Na fase de audições, o programa contou com Luiza Possi, Marcelo D2, Peninha e Reginaldo Rossi como jurados convidados. Na fase dos concertos, o voto popular por telefone foi abolido, sendo então admitido apenas SMS. 
Em sua terceira temporada na emissora, Ídolos tornou-se a atração mais assistida da faixa especial da Record, mantendo médias em torno de doze pontos de audiência.
A grande final do programa, realizada no Via Funchal em 23 de setembro de 2010, deu a vitória a Israel Lucero.

## Inscrições
O Ídolos 2010 bateu recorde de inscrições, com 43 mil candidatos nas quatro cidades que receberam audições: Fortaleza, Florianópolis, Rio de Janeiro e São Paulo. As audições em Uberlândia foram canceladas sem motivo específico. No lugar da cidade, foram realizadas audições em Florianópolis.

## Audições
As audições foram feitas nas seguintes cidades:
| Cidade                         | Data                | Local                           | Jurado convidado |
| Fortaleza, Ceará               | 27 de março de 2010 | Ginásio Paulo Sarasate          | Reginaldo Rossi  |
| Florianópolis, Santa Catarina  | 10 de abril de 2010 | Passarela Nego Quirido          | Luiza Possi      |
| Rio de Janeiro, Rio de Janeiro | 17 de abril de 2010 | Estádio Olímpico João Havelange | Marcelo D2       |
| São Paulo, São Paulo           | 24 de abril de 2010 | Sambódromo do Anhembi           | Peninha          |

A primeira capital a receber a caravana do programa foi Fortaleza, no Ceará. A representante do Nordeste reuniu mais de 6 mil candidatos, entre os dias 27 e 31 de março.
Na sequência Florianópolis recebeu a atração entre os dias 10 e 14 de abril. A capital catarinense reuniu cerca de 4 mil candidatos.
Já na terceira cidade, Rio de Janeiro, conseguiu juntar mais de 13 mil candidatos de 17 a 21 de abril.
E por último São Paulo, que obteve o maior número de inscritos, 20 mil, um recorde em relação a todas as outras audições já realizadas pelo talent show. A audição paulista ocorreu nos dias 24 e 28 de abril.

### Pirilampos
Nessa edição, passaram a ser chamados de Pirilampos os candidatos mais inusitados das Audições, que antes eram chamados de Cochises, ou seja, os candidatos ruins. A Record selecionou os 30 melhores pirilampos e abriu uma votação no site oficial para escolher o melhor pirilampo. O vencedor pôde acompanhar as gravações e visitar a Mansão dos candidatos da fase dos Concertos.

## Teatro

### Chorus Line
Divididos em grupos, os 83 candidatos aprovados nas audições sobem ao palco e individualmente cantam uma canção a cappella. Após, os jurados deliberam e alguns candidatos são eliminados. 52 candidatos avançaram para a segunda etapa.

### Grupos
Os candidatos selecionados seguem na Fase do Teatro. Na etapa dos grupos, os 52 candidatos se organizaram em trios ou quartetos e escolheram uma das seguintes canções para interpretar acompanhados por uma banda sonora (violão, teclado e percussão): "Sozinho" (Peninha), "Um Anjo Veio Me Falar" (Rouge), "Depois do Prazer" (Só Pra Contrariar), "Esperando na Janela" (Gilberto Gil) e "O Descobridor dos Sete Mares" (Tim Maia). Além de serem julgados em grupo, os candidatos são julgados individualmente, portanto as eliminações são individuais e não necessariamente do grupo todo. 30 candidatos avançaram para a última etapa.

### Solos
Última etapa do Teatro. Os 30 candidatos restantes teriam que escolher uma música e cantar acompanhados por uma banda ou podendo também tocar algum instrumento. Após as apresentações, cada candidato sobe ao andar onde estão os jurados para ficar frente a frente com eles e ouvir a decisão final. Dessa etapa, somente 15 candidatos avançaram para a Semifinal.

## Semifinal
Os quinze semifinalistas foram oficialmente anunciados em 22 de julho de 2010 e se apresentaram em 27 de julho de 2010, com os resultados sendo divulgados no episódio seguinte que foi ao ar em 29 de julho de 2010. Os cinco candidatos com o maior número de votos do público foram automaticamente classificados para as finais. Mais tarde, durante o programa, os jurados decidiram quem seriam os outros cinco restantes que completariam o Top 10.
| Legenda: |
| --- |
| O candidato ficou entre os 5 mais votados pelo público e avançou automaticamente para as finais                |
| O candidato não ficou entre os 5 mais votados pelo público, mas avançou posteriormente por decisão dos jurados |
| O candidato não ficou entre os 5 mais votados pelo público nem entre os 5 salvos pelos jurados e foi eliminado |

### Top 15 - Cante seuÍdolo
| Ordem | Candidato(a)      | Música (cantor original)                                      | Resultado           |
| ----- | ----------------- | ------------------------------------------------------------- | ------------------- |
| 1     | Romero Ribeiro    | “Eu Sou o Samba” (Alexandre Pires & Seu Jorge)                | Salvo pelos jurados |
| 2     | Renata Alves      | “Escudos” (Maria Gadú)                                        | Eliminada           |
| 3     | Israel Lucero     | “A Fila Anda” (Leonardo)                                      | Salvo               |
| 4     | Juliani Fernandes | “Mania de Você” (Rita Lee)                                    | Salva pelos jurados |
| 5     | Chay Suede        | “Jorge Maravilha” (Chico Buarque)                             | Salvo               |
| 6     | Agnes Jamille     | “Encontros e Despedidas” (Maria Rita)                         | Salva pelos jurados |
| 7     | Maria Alice       | “Lilás” (Djavan)                                              | Salva pelos jurados |
| 8     | Thayse Carneiro   | “Quem de Nós Dois (La Mia Storia Tra Le Dita)” (Ana Carolina) | Eliminada           |
| 9     | Tom Black         | “Solidão” (Sandra de Sá)                                      | Salvo               |
| 10    | Nise Palhares     | “Luz dos Olhos” (Cássia Eller)                                | Salva               |
| 11    | Juliana Suriano   | “Fera Ferida” (Maria Bethânia)                                | Eliminada           |
| 12    | Rodrigo Valentim  | “Azul” (Edson & Hudson)                                       | Salvo               |
| 13    | Tamires Santana   | “Nossa Canção” (Roberto Carlos)                               | Salva pelos jurados |
| 14    | Phil Batista      | “Nem um Dia” (Djavan)                                         | Eliminado           |
| 15    | Bruno Fraga       | “Uma Carta” (LS Jack)                                         | Eliminado           |

## Finais

### Finalistas
Os dez finalistas foram oficialmente revelados em 29 de Julho de 2010, durante o episódio de resultados da Semifinal.

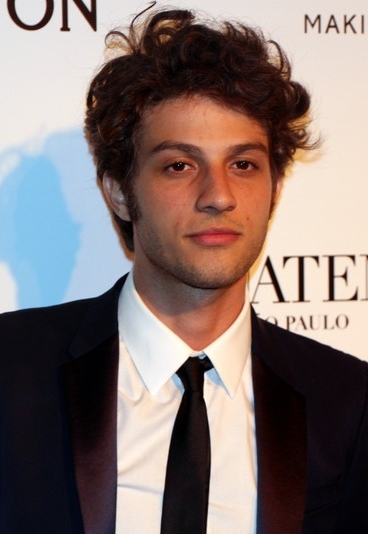
Chay Suede, o quarto colocado da temporada.

(idades e cidades fornecidas ao ingressar na competição)
| Candidato(a)      | Idade | Cidade                          | Resultado                              |
| ----------------- | ----- | ------------------------------- | -------------------------------------- |
| Israel Lucero     | 16    | São Borja, Rio Grande do Sul    | Vencedor em 23 de setembro de 2010     |
| Tom Black         | 24    | Salvador, Bahia                 | Vice-campeão em 23 de setembro de 2010 |
| Nise Palhares     | 28    | Rio de Janeiro, Rio de Janeiro  | 7ª eliminada em 16 de setembro de 2010 |
| Chay Suede        | 17    | Vila Velha, Espírito Santo      | 6º eliminado em 9 de setembro de 2010  |
| Romero Ribeiro    | 25    | Duque de Caxias, Rio de Janeiro | 5º eliminado em 2 de setembro de 2010  |
| Maria Alice       | 23    | Bauru, São Paulo                | 4ª eliminada em 26 de agosto de 2010   |
| Rodrigo Valentim  | 24    | Santa Cecília, Santa Catarina   | 3º eliminado¹ em 19 de agosto de 2010  |
| Tamires Santana   | 20    | Salvador, Bahia                 | 3ª eliminada¹ em 19 de agosto de 2010  |
| Agnes Jamille     | 21    | Uberaba, Minas Gerais           | 2ª eliminada em 12 de agosto de 2010   |
| Juliani Fernandes | 21    | Florianópolis, Santa Catarina   | 1ª eliminada em 5 de agosto de 2010    |

Nota 1: Rodrigo Valentim e Tamires Santana foram eliminados simultaneamente no Top 8.

| Legenda:                                                |
| ------------------------------------------------------- |
| O candidato foi salvo pelo público                      |
| O candidato ficou entre os 4 menos votados pelo público |
| O candidato ficou entre os 3 menos votados pelo público |
| O candidato ficou entre os 2 menos votados pelo público |
| O candidato foi o menos votado pelo público e eliminado |
| O candidato foi vice-campeão do programa                |
| O candidato foi vencedor do programa                    |

### Top 10 -Jovem Guarda
- Jurado convidado e apresentação musical: Eduardo Araújo

| Ordem | Candidato(a)      | Música (cantor original)                                                        | Resultado       |
| ----- | ----------------- | ------------------------------------------------------------------------------- | --------------- |
| 1     | Maria Alice       | “Garota do Roberto” (Waldirene)                                                 | Salva           |
| 2     | Tom Black         | “Vem Quente que Eu Estou Fervendo” (Erasmo Carlos)                              | Salvo           |
| 3     | Tamires Santana   | “Esqueça” (Roberto Carlos)                                                      | 3ª menos votada |
| 4     | Chay Suede        | “Feche os Olhos (All My Loving)” (Renato e Seus Blue Caps)                      | 2º menos votado |
| 5     | Agnes Jamille     | “Eu Te Amo, Te Amo, Te Amo” (Roberto Carlos)                                    | Salva           |
| 6     | Romero Ribeiro    | “O Ritmo da Chuva” (Demétrius)                                                  | Salvo           |
| 7     | Rodrigo Valentim  | “O Bom” (Eduardo Araújo)                                                        | Salvo           |
| 8     | Juliani Fernandes | “Banho de Lua” (Celly Campello)                                                 | Eliminada       |
| 9     | Israel Lucero     | “É Preciso Saber Viver” (Roberto Carlos)                                        | Salvo           |
| 10    | Nise Palhares     | “Era Um Garoto Que Como Eu Amava os Beatles e os Rolling Stones” (Os Incríveis) | Salva           |

### Top 9 - TemasRomânticos
| Ordem | Candidato(a)     | Música (cantor original)                   | Resultado       |
| ----- | ---------------- | ------------------------------------------ | --------------- |
| 1     | Agnes Jamille    | “Gostava Tanto de Você” (Tim Maia)         | Eliminada       |
| 2     | Chay Suede       | “Todo Amor que Houver Nessa Vida” (Cazuza) | Salvo           |
| 3     | Nise Palhares    | “Amor, Meu Grande Amor” (Angela Ro Ro)     | Salva           |
| 4     | Tom Black        | “1 Minuto” (D'Black & Negra Li)            | Salvo           |
| 5     | Romero Ribeiro   | “Outdoor” (Só Pra Contrariar)              | 3º menos votado |
| 6     | Maria Alice      | “Meu Bem Querer” (Djavan)                  | Salva           |
| 7     | Rodrigo Valentim | “Meteoro” (Luan Santana)                   | Salvo           |
| 8     | Tamires Santana  | “Verdade” (Zeca Pagodinho)                 | 2ª menos votada |
| 9     | Israel Lucero    | “Tapa na Cara” (Zezé Di Camargo & Luciano) | Salvo           |

### Top 8 -Sertanejo
- Jurado convidado: Lucas Silveira
- Apresentação musical: Edson

Nesta semana, dois candidatos foram eliminados. Com isso, foram anunciados quatro menos votados. Não foi divulgado qual dos dois eliminados foi o menos votado, e ambos foram anunciados simultaneamente.
| Ordem | Candidato(a)     | Música (cantor original)                   | Resultado       |
| ----- | ---------------- | ------------------------------------------ | --------------- |
| 1     | Israel Lucero    | "Ciumenta" (César Menotti & Fabiano)       | Salvo           |
| 2     | Rodrigo Valentim | "Fio de Cabelo" (Chitãozinho & Xororó)     | Eliminado       |
| 3     | Tamires Santana  | "É o Amor" (Zezé Di Camargo & Luciano)     | Eliminada       |
| 4     | Romero Ribeiro   | "Pense em Mim" (Leandro & Leonardo)        | Salvo           |
| 5     | Nise Palhares    | "Evidências" (Chitãozinho & Xororó)        | 4ª menos votada |
| 6     | Tom Black        | "Os Amantes" (Daniel)                      | Salvo           |
| 7     | Maria Alice      | "Chovendo Estrelas" (Guilherme & Santiago) | 3ª menos votada |
| 8     | Chay Suede       | "Vida Boa" (Victor & Leo)                  | Salvo           |

### Top 6 - Sucessos daDécada de 2000
- Jurado convidado: Di Ferrero
- Apresentação musical: NX Zero

| Ordem | Candidato(a)   | Música (cantor original)                 | Resultado       |
| ----- | -------------- | ---------------------------------------- | --------------- |
| 1     | Chay Suede     | "Saideira" (Skank)                       | 2º menos votado |
| 2     | Maria Alice    | "Sem Ar" (D'Black)                       | Eliminada       |
| 3     | Romero Ribeiro | "Deixa a Vida Me Levar" (Zeca Pagodinho) | Salvo           |
| 4     | Tom Black      | "Bem Querer" (Maurício Manieri)          | Salvo           |
| 5     | Israel Lucero  | "Dormi na Praça" (Bruno & Marrone)       | Salvo           |
| 6     | Nise Palhares  | "A Lua Q Eu T Dei" (Ivete Sangalo)       | 3ª menos votada |

### Top 5 -Clássicos Populares
- Jurados convidados: Joelma e Chimbinha
- Apresentação musical: Márcio Greyck

| Ordem | Candidato(a)   | Música (cantor original)                             | Ordem | Música (cantor original)                    | Resultado       |
| ----- | -------------- | ---------------------------------------------------- | ----- | ------------------------------------------- | --------------- |
| 1     | Nise Palhares  | "Sandra Rosa Madalena" (Sidney Magal)                | 6     | "Nuvem de Lágrimas" (Chitãozinho & Xororó)  | 3ª menos votada |
| 2     | Israel Lucero  | "Você Não Me Ensinou a Te Esquecer" (Caetano Veloso) | 7     | "Estrada da Vida" (Milionário & José Rico)  | Salvo           |
| 3     | Romero Ribeiro | "Aguenta Coração" (José Augusto)                     | 8     | "Fogo e Paixão" (Wando)                     | Eliminado       |
| 4     | Chay Suede     | "Vou Tirar Você Desse Lugar" (Odair José)            | 9     | "Eu Não Sou Cachorro Não" (Waldick Soriano) | 2º menos votado |
| 5     | Tom Black      | "Mon Amour, Meu Bem, Ma Femme" (Reginaldo Rossi)     | 10    | "Nem um Toque" (Rosana)                     | Salvo           |

### Top 4 -Festivais de Música Popular BrasileiraeBossa Nova
- Jurada convidada e apresentação musical: Luiza Possi

Os 4 candidatos cantaram uma música individual e foram formados dois duetos.
| Ordem | Candidato(a)               | Música (cantor original)            | Resultado       |
| ----- | -------------------------- | ----------------------------------- | --------------- |
| 1     | Nise Palhares              | "Roda Viva" (Chico Buarque)         | 2ª menos votada |
| 2     | Chay Suede                 | "Alegria, Alegria" (Caetano Veloso) | Eliminado       |
| 3     | Nise Palhares & Chay Suede | "Chega de Saudade" (Tom Jobim)      | —               |
| 4     | Tom Black                  | "Fio Maravilha" (Jorge Ben Jor)     | Salvo           |
| 5     | Israel Lucero              | "Disparada" (Jair Rodrigues)        | Salvo           |
| 6     | Tom Black & Israel Lucero  | "Wave" (Tom Jobim)                  | —               |

### Top 3 - Escolha dos Jurados, do Público e dos Candidatos
- Apresentação musical: Marcos & Belutti

Na primeira rodada, os candidatos cantaram músicas escolhidas pelos jurados (cada jurado escolheu uma canção para um candidato). Na segunda rodada, os candidatos cantaram a canção mais votada (dentre 3 opções de músicas para cada um) pelo público no site oficial do programa. A terceira rodada foi de escolha livre dos candidatos.
| Ordem | Candidato(a)  | Música (cantor original) — Jurado                 | Ordem | Música (cantor original) — Público          | Ordem | Música (cantor original) — Candidato              | Resultado |
| ----- | ------------- | ------------------------------------------------- | ----- | ------------------------------------------- | ----- | ------------------------------------------------- | --------- |
| 1     | Israel Lucero | "Amigo Apaixonado" (Victor & Leo) — Marco Camargo | 4     | "Pra Nunca Dizer Adeus" (Leonardo)          | 7     | "Mi Universo Eres Tu" (Zezé Di Camargo & Luciano) | Salvo     |
| 2     | Nise Palhares | "Gostoso Veneno" (Alcione) — Paula Lima           | 5     | "Por Enquanto" (Cássia Eller/Legião Urbana) | 8     | "Se Você Pensa" (Roberto Carlos)                  | Eliminada |
| 3     | Tom Black     | "Detalhes" (Roberto Carlos) — Luiz Calainho       | 6     | "I'll Be There" (The Jackson 5)             | 9     | "A Lua e Eu" (Cassiano)                           | Salvo     |

### Top 2 (Grande Final) - Músicas Inéditas e Favorita
- Jurado convidado: Branco Mello
- Apresentações musicais: Daniel, Billy Paul, Jorge Durian e Ed Motta[2][3]

| Ordem | Candidato(a)  | Música       | Ordem | Música (cantor original)     | Ordem | Música       | Resultado    |
| ----- | ------------- | ------------ | ----- | ---------------------------- | ----- | ------------ | ------------ |
| 1     | Israel Lucero | "Sem Juízo"  | 3     | "Fã" (Christian & Cristiano) | 5     | "Que Prazer" | Vencedor     |
| 2     | Tom Black     | "Que Prazer" | 4     | "A Lua e Eu" (Cassiano)      | 6     | "Sem Juízo"  | Vice-campeão |

## Apresentações em grupo e Convidados
| Semana               | Cantores                         | Música                                                                                        |
| Top 10               | Top 10 e Eduardo Araújo          | "Rua Augusta" (Ronnie Cord)                                                                   |
| Top 9                | Top 9                            | "Você Não Soube Me Amar" (Blitz)                                                              |
| Top 8                | Top 8 e Edson                    | "Uma Canção Pra Você"                                                                         |
| Top 6                | NX Zero                          | "Só Rezo"                                                                                     |
| Top 6                | NX Zero                          | "Espero a Minha Vez"                                                                          |
| Top 5                | Top 5 e Márcio Greyck            | "Aparências"                                                                                  |
| Top 4                | Luiza Possi                      | "Tudo Certo"                                                                                  |
| Top 3                | Marcos & Belutti                 | "Sem Me Controlar"                                                                            |
| Top 2 (Grande Final) | Daniel                           | "Disparada" (Jair Rodrigues)                                                                  |
| Top 2 (Grande Final) | Top 2                            | "Wave" (Tom Jobim)                                                                            |
| Top 2 (Grande Final) | Finalistas eliminados            | "Samba do Arnesto" / "Tiro ao Álvaro" / "Saudosa Maloca" / "Trem das Onze" (Adoniran Barbosa) |
| Top 2 (Grande Final) | Billy Paul e Jorge Durian        | "What a Wonderful World" (Louis Armstrong)                                                    |
| Top 2 (Grande Final) | Finalistas eliminados e Ed Motta | "Tem Espaço na Van" / "Colombina" / "Fora da Lei"                                             |
| Top 2 (Grande Final) | Israel Lucero e Daniel           | "Adoro Amar Você"                                                                             |
| Top 2 (Grande Final) | Tom Black e Ed Motta             | "Manuel"                                                                                      |
| Top 2 (Grande Final) | Billy Paul e Ed Motta            | "Your Song" (Elton John)                                                                      |
| Top 2 (Grande Final) | Daniel                           | "Vida Minha" / "Estou Apaixonado" / "Os Amantes" / "Do Outro Lado do Rádio"                   |

## Resultados
| Top 15 | Top 10 | Vice-campeão | Ídolo 2010 |

| Salvo pelo público | Salvo pelos jurados | 4 menos votados | 3 menos votados | 2 menos votados | Eliminado |

| Fase:   | Fase:             | Semifinal  | Finais     | Finais     | Finais     | Finais     | Finais     | Finais     | Finais     | Finais       | Finais     |  |  |  |  |  |  |  |
| Fase:   | Fase:             | Top 15     | Top 10     | Top 9      | Top 8      | Top 6      | Top 5      | Top 4      | Top 3      | Top 2        |            |  |  |  |  |  |  |  |
| Semana: | Semana:           | 29/07      | 05/08      | 12/08      | 19/081     | 26/08      | 02/09      | 09/09      | 16/09      | 23/09        |            |  |  |  |  |  |  |  |
| Posição | Candidato(a)      | Resultados | Resultados | Resultados | Resultados | Resultados | Resultados | Resultados | Resultados | Resultados   | Resultados |  |  |  |  |  |  |  |
| 1       | Israel Lucero     | Salvo      | Salvo      | Salvo      | Salvo      | Salvo      | Salvo      | Salvo      | Salvo      | Vencedor     |            |  |  |  |  |  |  |  |
| 2       | Tom Black         | Salvo      | Salvo      | Salvo      | Salvo      | Salvo      | Salvo      | Salvo      | Salvo      | Vice-campeão |            |  |  |  |  |  |  |  |
| 3       | Nise Palhares     | Salva      | Salva      | Salva      | 4-         | 3-         | 3-         | 2-         | Eliminada  |              |            |  |  |  |  |  |  |  |
| 4       | Chay Suede        | Salvo      | 2-         | Salvo      | Salvo      | 2-         | 2-         | Eliminado  |            |              |            |  |  |  |  |  |  |  |
| 5       | Romero Ribeiro    | Salvo      | Salvo      | 3-         | Salvo      | Salvo      | Eliminado  |            |            |              |            |  |  |  |  |  |  |  |
| 6       | Maria Alice       | Salva      | Salva      | Salva      | 3-         | Eliminada  |            |            |            |              |            |  |  |  |  |  |  |  |
| 7–8     | Rodrigo Valentim  | Salvo      | Salvo      | Salvo      | Eliminados |            |            |            |            |              |            |  |  |  |  |  |  |  |
| 7–8     | Tamires Santana   | Salva      | 3-         | 2-         | Eliminados |            |            |            |            |              |            |  |  |  |  |  |  |  |
| 9       | Agnes Jamille     | Salva      | Salva      | Eliminada  |            |            |            |            |            |              |            |  |  |  |  |  |  |  |
| 10      | Juliani Fernandes | Salva      | Eliminada  |            |            |            |            |            |            |              |            |  |  |  |  |  |  |  |
| 11–15   | Bruno Fraga       | Eliminados |            |            |            |            |            |            |            |              |            |  |  |  |  |  |  |  |
| 11–15   | Juliana Suriano   | Eliminados |            |            |            |            |            |            |            |              |            |  |  |  |  |  |  |  |
| 11–15   | Phil Batista      | Eliminados |            |            |            |            |            |            |            |              |            |  |  |  |  |  |  |  |
| 11–15   | Renata Alves      | Eliminados |            |            |            |            |            |            |            |              |            |  |  |  |  |  |  |  |
| 11–15   | Thayse Carneiro   | Eliminados |            |            |            |            |            |            |            |              |            |  |  |  |  |  |  |  |

Notas
- ↑Nota 1:  Esta semana teve dois eliminados, com isso foram anunciados quatro menos votados. Não foi divulgado qual dos dois eliminados foi o menos votado, e ambos foram anunciados simultaneamente.